# Horn Hill
Horn Hill é uma cidade  localizada no estado americano do Alabama, no Condado de Covington.

## Demografia
Segundo o censo americano de 2000, a sua população era de 235 habitantes.
Em 2006, foi estimada uma população de 237, um aumento de 2 (0.9%).

## Geografia
De acordo com o United States Census Bureau, a localidade tem uma área de 7,0 km², dos quais 6,9 km² cobertos por terra e 0,1 km² cobertos por água.

## Localidades na vizinhança
O diagrama seguinte representa as localidades num raio de 16 km ao redor de Horn Hill.